# Eberhard III Wirtemberski
Eberhard III Wirtemberski (ur. 1364, zm. 16 maja 1417 Göppingen) – hrabia Wirtembergii.
Syn Ulryka Wirtemberskiego (1340–1388) i Elżbiety Wittelsbach (1329–1402). Jego dziadkami byli: hrabia Wirtembergii Eberhard II Wirtemberski i Elżbieta Henneberg-Schleusingen oraz cesarz rzymski Ludwik IV Bawarski i Małgorzata Hainaut.
Jego politykę charakteryzowało pokojowe nastawienie zarówno do sąsiadów jak i Wolnych Miast, z którymi jego dziadek walczył. 27 sierpnia 1395 roku podpisał porozumienie z 14 miastami Górnej Szwabii. Tereny swoje powiększył przez małżeństwo swojego syna z hrabiną Henriettą z Mopelgard. Do 1409 roku Eberhard III zarządzał tymi terenami, następnie przekazał je synowi.
Był dwukrotnie żonaty. Pierwszą żoną była Antonina Visconti córka Bernabò Visconti i Beatrice Regina della Scala. Ślub odbył się 27 października 1380 roku w Bad Urach. Para miała trzech synów: Eberharda IV Wirtemberskiego i dwóch, którzy zmarli w młodości. Drugą żoną była Elżbieta Hohenzollern córka burgrabiego Norymbergi Jana III i Małgorzaty Luksemburskiej. Eberhard i Elżbieta mieli jedną córkę Elżbietę.